# Ladekop
Ladekop  (platduits:Loodkupp) is een dorp in de gemeente Jork in het Landkreis Stade in de deelstaat Nedersaksen. Het dorp werd  in 1972 bij Jork gevoegd. 
Ladekop, een langgerekt dijkdorp, evenwijdig lopend aan en 1½ km ten zuiden van Jork-dorp, is een typisch voorbeeld van een zogenaamde Hollerkolonisation, een kolonie ontgonnen door Hollanders in de twaalfde en dertiende eeuw, uitgenodigd door lokale landheren zoals de aartsbisschop van Bremen. Kenmerkend is het planmatige karakter van de ontginning. Het type landschap dat door hun werk ontstond wordt aangeduid als Hollerlandschaft.
Ten zuiden van de gemeente Jork langs loopt de, in 2023 nog niet afgebouwde Autobahn A 26. Een wel reeds berijdbaar deel van deze autosnelweg heef een afrit Jork, die via een 1½ km lange weg bereikbaar is vanuit Ladekop.